# Хронос

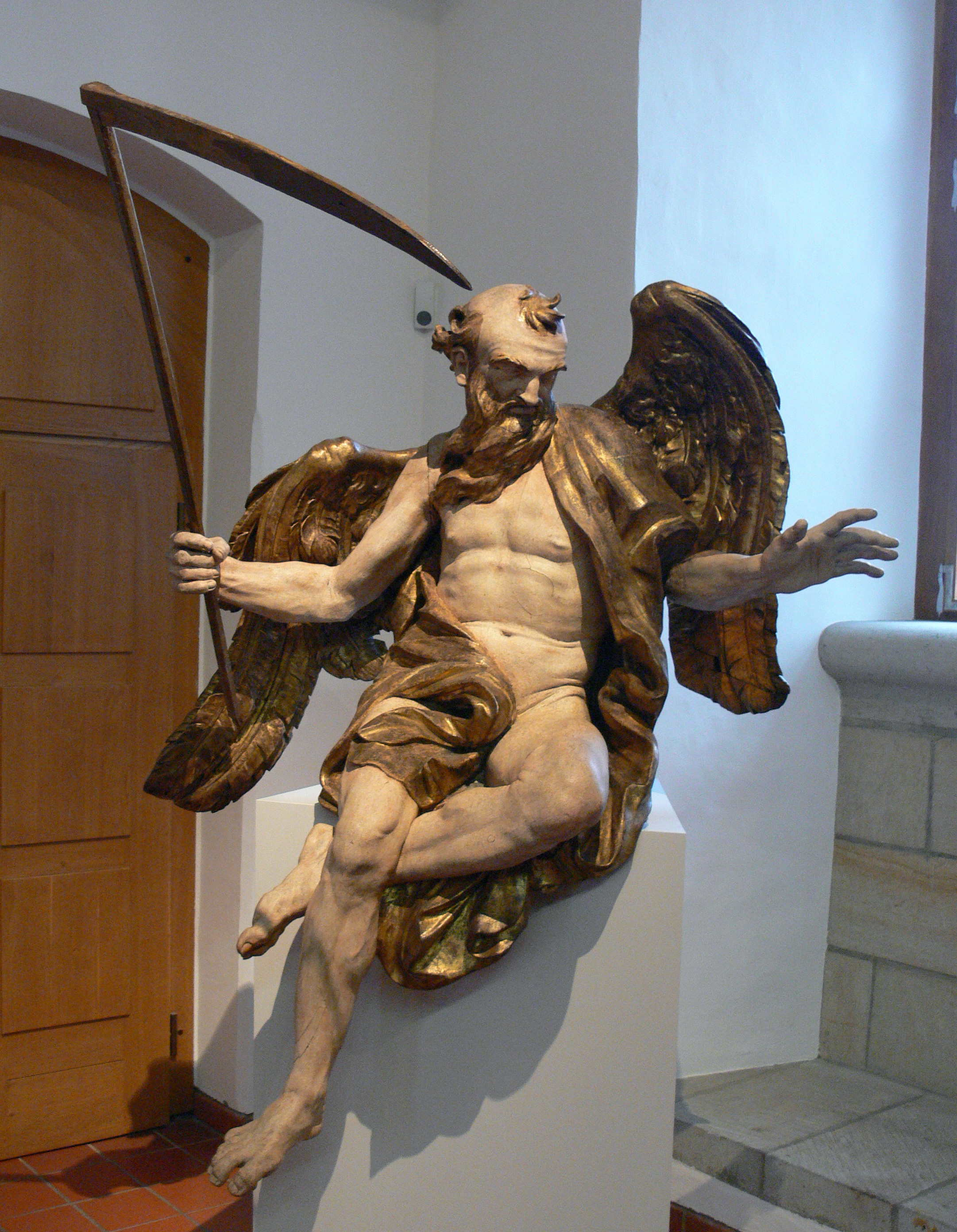
Хронос

Хро́нос (грец. Χρόνος) — у давньогрецькій міфології бог-уособлення абстрактного часу, початку і кінця. Йому протиставляється Кайрос — бог випадку, конкретного часу.
Згідно з ученням орфіків, Хронос створив із Хаосу й Ефіру яйце світу, з якого постав Ерос. Орфіки вважали, що Хронос породив вогонь, повітря й воду, а від цих стихій виникло кілька поколінь богів. Деякі орфіки ототожнювали Хроноса з Кроносом (через співзвучність імен). Відповідно міфи про Кроноса переносилися на Хроноса.
У мистецтві нового часу Хроноса зображують у вигляді старого з косою в руках. Також його атрибутом є пісковий годинник.

## Образ Хроноса у масовій культурі

### У кінематографі
- Хронос — алхімічний пристрій в однойменному фільмі, який дарує власнику безсмертя, якщо той харчується людською кров'ю.

### У відеоіграх
- Анабіоз. Сон розуму — Хронос виступає фінальним босом гри. Він виглядає як одягнений у хітон і обмотаний золотим ланцюгом велетень з пов'язкою на очах, який в правій руці тримає схожу на якір сокиру, а в лівій — пісковий годинник.